# Oseja de Sajambre
Oseja de Sajambre ist eine Gemeinde mit 226 Einwohnern (Stand: 2024) im nordwestlichen Zentral-Spanien in der Provinz León in der Autonomen Gemeinschaft Kastilien-León. Die Gemeinde besteht neben dem gleichnamigen Hauptort Oseja de Sajambre aus den Ortschaften und Weilern Pío de Sajambre, Ribota de Sajambre, Soto de Sajambre und Vierdes.

## Geografie
Oseja de Sajambre liegt etwa 75 Kilometer nordnordöstlich von León in einer Höhe von ca. 740 m. 

## Bevölkerungsentwicklung
| Jahr        | 1900 | 1950 | 1970 | 1981 | 1991 | 2001 | 2011 | 2021 |
| ----------- | ---- | ---- | ---- | ---- | ---- | ---- | ---- | ---- |
| Einwohner   | 1246 | 1113 | 739  | 529  | 383  | 317  | 321  | 229  |
| Quelle: INE |      |      |      |      |      |      |      |      |

## Sehenswürdigkeiten
- Kirche Mariä Himmelfahrt in Oseja de Sajambre

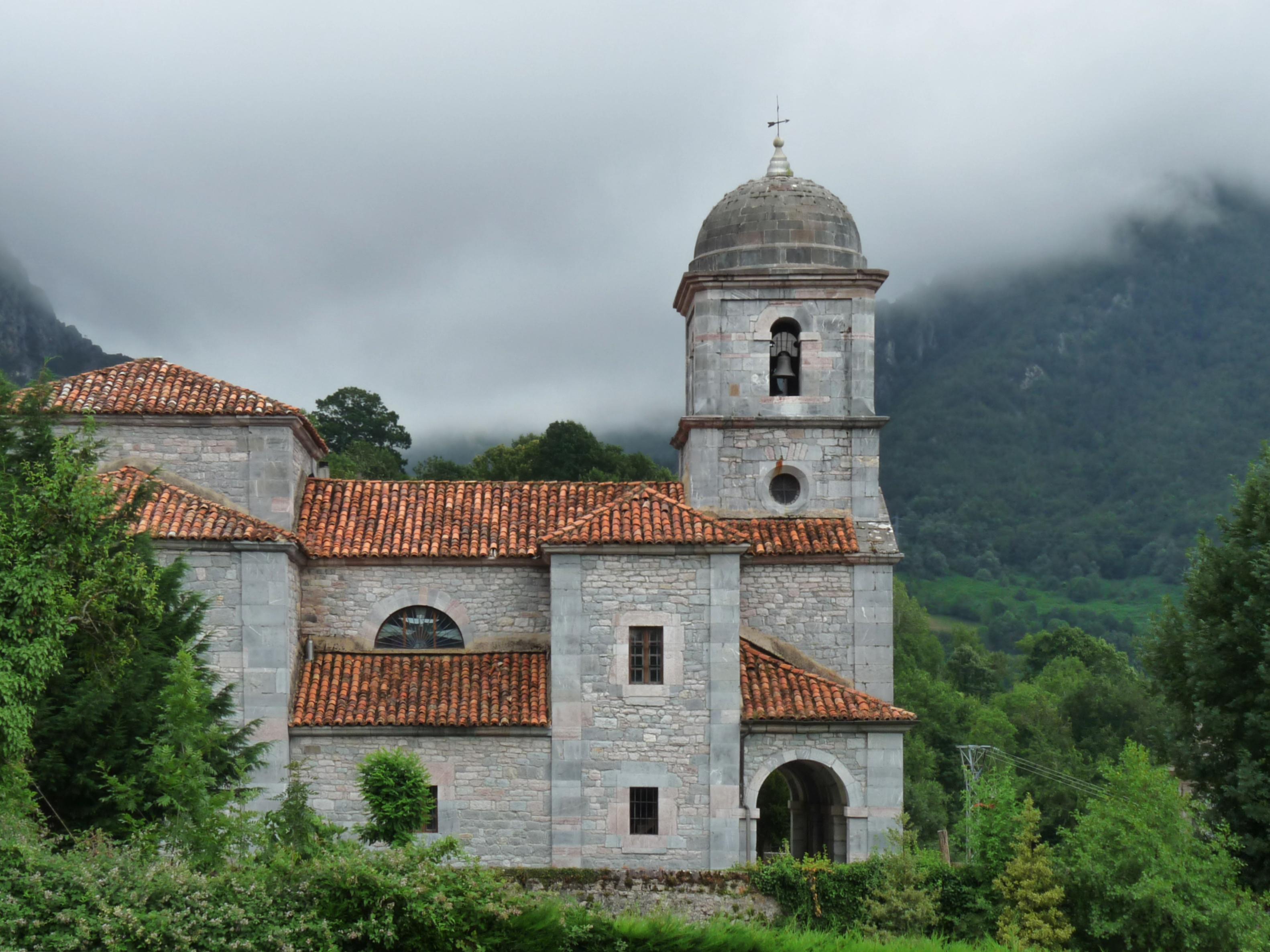
Kirche Mariä Himmelfahrt

## Persönlichkeiten
- Ignacio Díaz Caneja (1779–1856), Bischof von Oviedo